# Franciszek Rudziński
Franciszek Rudziński (Rudzieński) herbu Prus III (zm. w 1742 roku) – cześnik koronny w latach 1738-1742, starosta kruszwicki w latach 1732-1742.
Poseł ziemi czerskiej na sejm konwokacyjny 1733 roku. Był członkiem konfederacji generalnej zawiązanej 27 kwietnia 1733 roku na tym sejmie. 